# 托马斯·施特劳斯
托马斯·施特劳斯（德語：Thomas Strauß，1953年12月15日—），德国男子赛艇运动员。他曾代表西德参加1976年夏季奥林匹克运动会赛艇比赛，获得男子双人单桨无舵手铜牌。